# Цегельня (Томашівський повіт)
Цегельня (пол. Cegielnia) — частина села Потуржин у Польщі, в Люблінському воєводстві Томашівського повіту, ґміни Телятин.

## Історія
Первісним населенням Цегельні були русини-лемки, які компактно проживали на своїх історичних землях. 